# King Edward Point
Pour les articles homonymes, voir KEP.
King Edward Point est une base britannique située en Géorgie du Sud non loin de Grytviken. Appelée KEP, c'est aussi le centre stratégique et politique du territoire de la Géorgie du Sud-et-les îles Sandwich du Sud.

## Histoire
C'est un promontoire découvert par l'Expédition Antarctic d'Otto Nordenskjöld et Carl Anton Larsen qui le nommèrent en 1906 en l'honneur du roi Édouard VII du Royaume-Uni. Il héberge aujourd'hui une station scientifique exploitée par le British Antarctic Survey et les bureaux du gouvernement de la Géorgie du Sud-et-les îles Sandwich du Sud ainsi qu'une poste où un service postal est organisé par la Royal Mail. Une jetée en eau profonde a été construite pour accueillir les navires de surveillance des zones de pêche, les navires de ravitaillement et les navires de croisière.
La base est la colonie principale du Royaume-Uni en Géorgie du Sud, la seconde étant la base scientifique de l'île Bird.